# Pavillon électrique de l'Exposition de Charleroi de 1911
Le pavillon électrique de l'Exposition de Charleroi de 1911, situé dans la « ville haute » de Charleroi, est construit en 1911 par l'architecte Gabriel Devreux pour l'Exposition.

## Architecture
Le pavillon alimente l'éclairage de l'Exposition de Charleroi de 1911.
Sa petite taille est destinée à montrer au public le « progrès électrique ». Il est de plan octogonal, en briques. Son soubassement est taluté en moellons en grès et son sommet surmonté d'une lanterne d'aération.

### Bibliographie

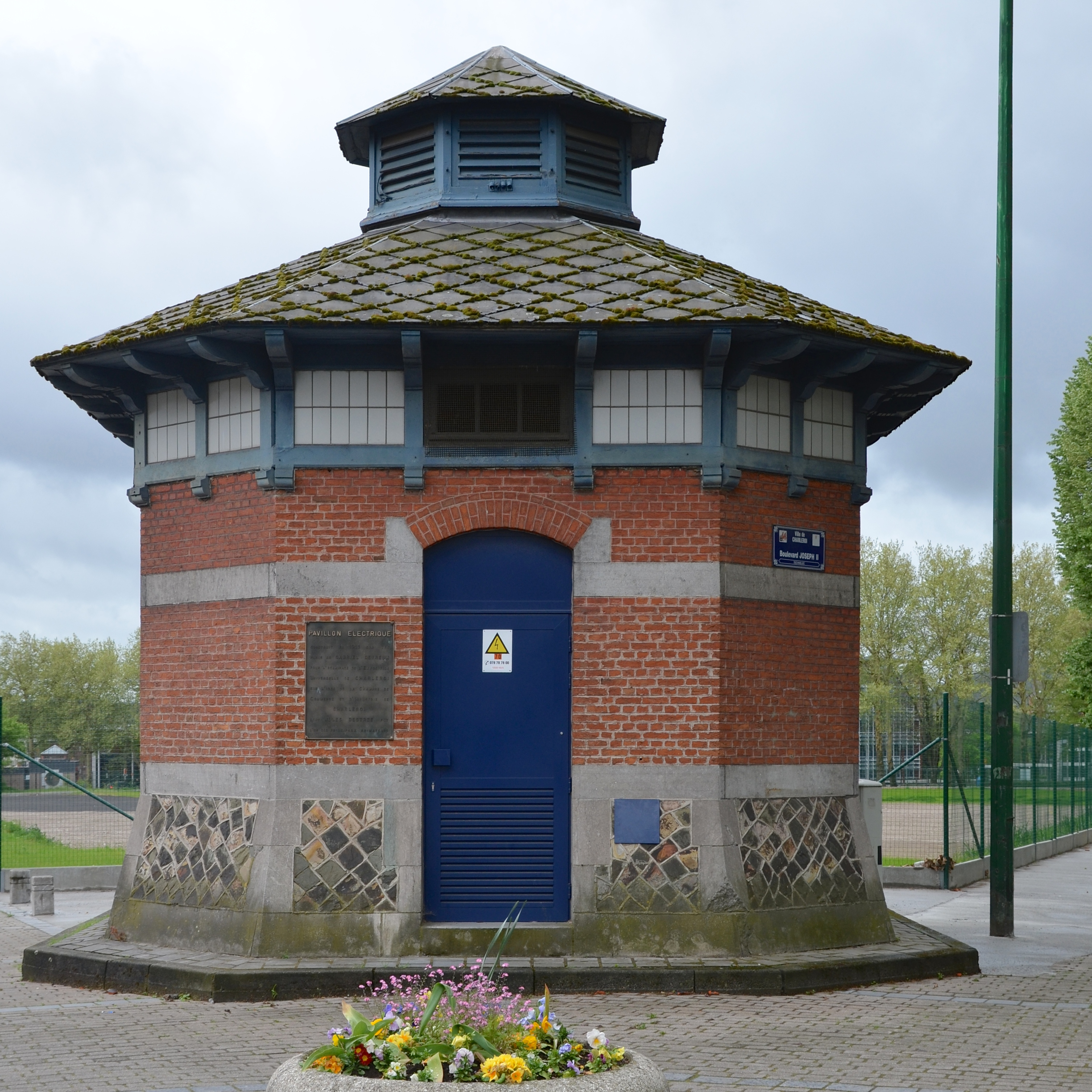
Le pavillon
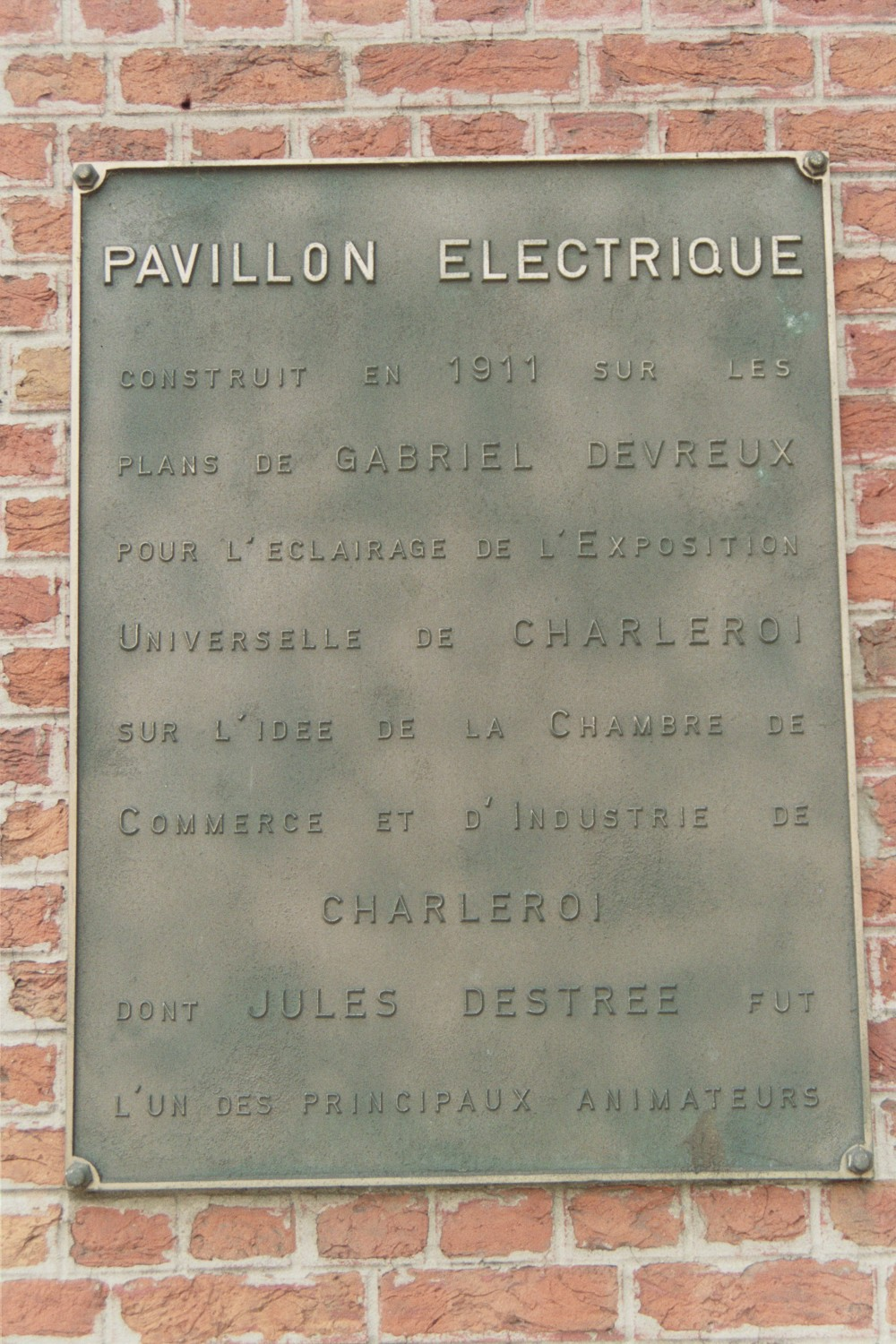
Plaque de commémoration.